# Cimetière ancien de la Guillotière
Cet article court présente un sujet plus développé dans : Cimetières de la Guillotière.
Le cimetière ancien de la Guillotière est le plus ancien des deux cimetières de la Guillotière en France. Il est le plus au nord des deux.

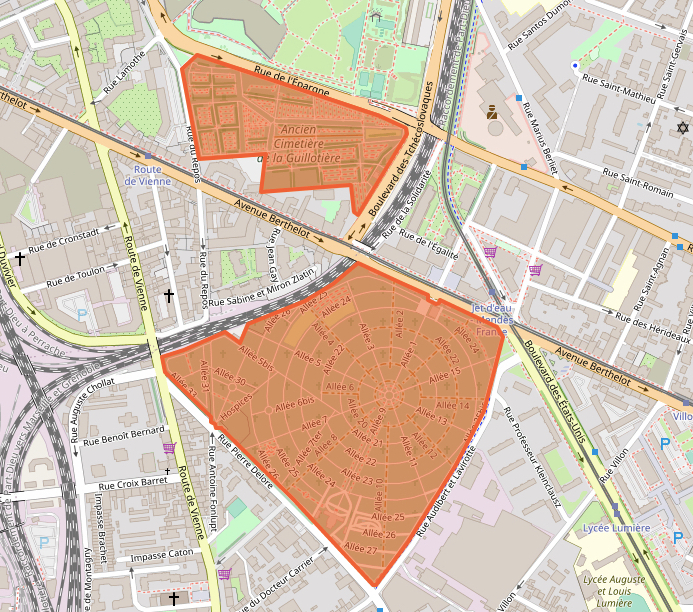
En orange, le cimetière ancien au nord, le cimetière nouveau au sud.